# Даунорубіцин
Даунорубіцинн (дауноміцин)  — хіміотерапічний агент класу антрациклінів, який використовується для лікування деяких типів раку, а також як стартовий матеріал для синтезу інших антрациклінів: доксорубіцину, епірубіцину, ідарубіцину та ін. Зокрема, він використовується при гострому мієлоїдному лейкозі (ГМЛ), гострому лімфобластному лейкозі (ГЛЛ), хронічному мієлоцитарному лейкозі (ХМЛ) і саркомі Капоші. Він використовується шляхом ін’єкцій у вену. Також існує ліпосомальний препарат, відомий як ліпосомальний даунорубіцин.
Поширені побічні ефекти включають випадання волосся, блювоту, пригнічення кісткового мозку та запалення внутрішньої частини рота. Інші серйозні побічні ефекти включають захворювання серця та відмирання тканин у місці ін’єкції. Використання під час вагітності може завдати шкоди плоду. Даунорубіцин відноситься до групи антрациклінових препаратів. Він працює частково шляхом блокування функції топоізомерази II.
Даунорубіцин був схвалений для медичного використання в Сполучених Штатах у 1979 році. Він входить до списку основних лікарських засобів Всесвітньої організації охорони здоров’я. Спочатку він був виділений з бактерій типу Стрептоміцети.
Комерційно доступний у вигляді даунорубіцина гідрохлориду.

## Медичне використання
Він уповільнює або зупиняє ріст ракових клітин в організмі. Лікування зазвичай проводиться разом з іншими хіміотерапевтичними препаратами (наприклад, цитарабіном), і його призначення залежить від типу пухлини та ступеня відповіді.
Крім основного застосування в лікуванні гострого мієлобластного лейкозу, даунорубіцин також використовується для лікування нейробластоми. Даунорубіцин використовувався з іншими хіміотерапевтичними засобами для лікування бластної фази хронічного мієлолейкозу.

## Механізм дії
Подібно до доксорубіцину, даунорубіцин взаємодіє з ДНК шляхом інтеркаляції та інгібування макромолекулярного біосинтезу. Це пригнічує прогресування ферменту топоізомерази II, який розслаблює суперспіралі в ДНК для транскрипції. Даунорубіцин стабілізує комплекс топоізомерази II після того, як він розірвав ланцюг ДНК для реплікації, запобігаючи повторному запечатуванню подвійної спіралі ДНК і тим самим зупиняючи процес реплікації. Після зв’язування з ДНК дауноміцин інтеркалюється, а його залишок даунозаміну спрямовується до малої борозенки. Він має найвищу перевагу для двох суміжних пар основ G/C, фланкованих з боку 5' парою основ A/T. Кристалографія показує, що дауноміцин викликає локальний кут розкручування 8° та інші конформаційні порушення сусідніх і других сусідніх пар основ. Він також може викликати виведення гістону з хроматину при інтеркаляції.